# Ghiacciaio McMahon
Il ghiacciaio McMahon è un ghiacciaio lungo circa 33 km situato sulla costa di Pennell, nella regione nord-occidentale della Dipendenza di Ross, in Antartide. In particolare, il ghiacciaio, il cui punto più alto si trova a circa 1500 m s.l.m., ha origine nella parte centrale dei monti ANARE, e da qui fluisce verso nord, scorrendo tra il versante orientale delle scogliere Buskirk e quello occidentale delle scogliere  Gregory, fino a gettarsi nel fiordo di Nielsen poco a sud di Capo Nord.

## Storia
Il ghiacciaio McMahon è stato mappato per la prima volta dallo United States Geological Survey grazie a fotografie scattate dalla marina militare statunitense (USN) durante ricognizioni aeree e terrestri effettuate nel periodo 1960-63, e così battezzato dal Comitato australiano per i toponimi e le medaglie antartici in onore di F. P. McMahon, un ufficiale logistico della Australian Antarctic Division che comandò diverse spedizioni di ricerca nell'isola Macquarie e fu vice comandante di diverse altre spedizioni australiane in Antartide.